# Hebeloma theobrominum
Hebeloma theobrominum Quadr. – gatunek grzybów należący do rodziny pierścieniakowatych (Strophariaceae).

## Systematyka i nazewnictwo
Pozycja w klasyfikacji według Index Fungorum: Hebeloma, Strophariaceae, Agaricales, Agaricomycetidae, Agaricomycetes, Agaricomycotina, Basidiomycota, Fungi.
Po raz pierwszy opisał go Livio Quadraccia w 1987 r. w dębowym lesie we Włoszech Synonimy:
- Hebeloma theobrominum var. pruinosum (M.M. Moser) Quadr. 1989
- Hebeloma truncatum var. pruinosum M.M. Moser 1986

## Morfologia
Kapelusz
Średnica 30–55 mm, kształt płasko-wypukły z szerokim garbkiem, powierzchnia pofalowana, o barwie od silnie cynamonowej przez czerwonobrązową do ciemnoceglastej, na środku ciemniejsza, u dojrzałych okazów strefowana, gładka, lepka, błyszcząca. Brzeg kapelusza wyraźnie biały do kremowego, podwinięty.
Blaszki
Szerokie, przyrośnięte do nieco zbiegających, z kilkoma rzędami blaszeczek, białe o równych krawędziach.
Trzon
Wysokość 30–50 mm, grubość 7–10 mm, cylindryczny, centralny. Powierzchnia sucha, jedwabisto-włókienkowata, jasnobrązowa.
Miąższ
Średniej grubości, biały, nie zmieniający barwy po uszkodzeniu.
Cechy mikroskopowe
Bazydiospory 8,55–11 × 4–6 µm, Q= 1,8–1,84, eliptyczne z wydatnym wierzchołkiem, zaokrąglone, gładkie do słabo urzeźbionych, żółtawo-brązowe do brązowych, z oleistymi gutulami, w odczynniku Melzera silnie dekstrynoidalne (głęboko czerwonobrązowe). Podstawki 4-sterygmowe, 24–30 × 7–8,5 µm, cylindryczne do maczugowatych, bladożółte z kroplami oleju, rzadko ze sprzążkami w przegrodzie u podstawy. Cheilocystydy 30–36,5 × 8–9,5 µm, szkliste, w 5% KOH bladożółte, polimorficzne z obserwowanymi postaciami: niemal cylindryczną, maczugowatą, wrzecionowato-brzuchatą i maczugowatą z wygiętymi bokami.

## Występowanie
Podano stanowiska Hebeloma theobrominum głównie w Europie, poza nią nieliczne w Ameryce Północnej i Azji. Brak tego gatunku w opracowanym w 2003 r. przez Władysława Wojewodę wykazie wielkoowocnikowych grzybów podstawkowych Polski, ale w późniejszych latach jego stanowiska podaje internetowy atlas grzybów.
Naziemny grzyb mykoryzowy.